# 萨特莱特
萨特莱特（德語：Sattledt）是奥地利上奥地利州韦尔斯兰县的一个市镇。总面积22平方公里，总人口2287人，人口密度104.0人/平方公里（2005年）。